# Campeonato Mundial de Escalada de 2023
El XVIII Campeonato Mundial de Escalada se celebró en Berna (Suiza) entre el 1 y el 12 de agosto de 2023 bajo la organización de la Federación Internacional de Escalada Deportiva (IFSC) y la Federación Suiza de Deportes de Escalada.
Las competiciones se realizaron en la PostFinance-Arena de la ciudad suiza.
Los escaladores de Rusia y Bielorrusia fueron excluidos de este campeonato debido a la invasión rusa de Ucrania.

## Medallistas

### Masculino
| Evento             | Oro                              | Plata                            | Bronce                              |
| ------------------ | -------------------------------- | -------------------------------- | ----------------------------------- |
| Dificultad (06.08) | Jakob Schubert · Austria · 48+   | Sorato Anraku Japón 48           | Alexander Megos · Alemania · 40     |
| Velocidad (10.08)  | Matteo Zurloni · Italia          | Long Jinbao China                | Rahmad Adi Mulyono Indonesia        |
| Bloques (04.08)    | Mickaël Mawem Francia 3T4z 8 12  | Mejdi Schalck Francia 2T4z 5 10  | Lee Do-Hyun Corea del Sur 2T3z 5 15 |
| Combinada (12.08)  | Jakob Schubert · Austria · 183,6 | Colin Duffy Estados Unidos 160,7 | Tomoa Narasaki Japón 156,7          |

### Femenino
| Evento             | Oro                               | Plata                           | Bronce                                   |
| ------------------ | --------------------------------- | ------------------------------- | ---------------------------------------- |
| Dificultad (06.08) | Ai Mori Japón Top                 | Janja Garnbret Eslovenia Top    | Seo Chae-Hyun Corea del Sur 47+          |
| Velocidad (10.08)  | Desak Made Indonesia              | Emma Hunt Estados Unidos        | Aleksandra Mirosław · Polonia            |
| Bloques (05.08)    | Janja Garnbret Eslovenia 4T4z 4 4 | Oriane Bertone Francia 3T4z 7 4 | Brooke Raboutou Estados Unidos 2T4z 2 11 |
| Combinada (11.08)  | Janja Garnbret Eslovenia 177,0    | Jessica Pilz · Austria · 157,1  | Ai Mori Japón 140,6                      |

## Medallero
| Núm. | País           | Oro | Plata | Bronce | Total |
| ---- | -------------- | --- | ----- | ------ | ----- |
| 1    | Austria        | 2   | 1     | 0      | 3     |
| 1    | Eslovenia      | 2   | 1     | 0      | 3     |
| 3    | Francia        | 1   | 2     | 0      | 3     |
| 4    | Japón          | 1   | 1     | 2      | 4     |
| 5    | Indonesia      | 1   | 0     | 1      | 2     |
| 6    | Italia         | 1   | 0     | 0      | 1     |
| 7    | Estados Unidos | 0   | 2     | 1      | 3     |
| 8    | China          | 0   | 1     | 0      | 1     |
| 9    | Corea del Sur  | 0   | 0     | 2      | 2     |
| 10   | Alemania       | 0   | 0     | 1      | 1     |
| 10   | Polonia        | 0   | 0     | 1      | 1     |
|      | TOTAL          | 8   | 8     | 8      | 24    |